# François Lombard (rugby à XV)
Pour les articles homonymes, voir François Lombard et Lombard.

a Compétitions nationales et continentales officielles uniquement.

b Matchs officiels uniquement.
Dernière mise à jour le 1 octobre 2012.

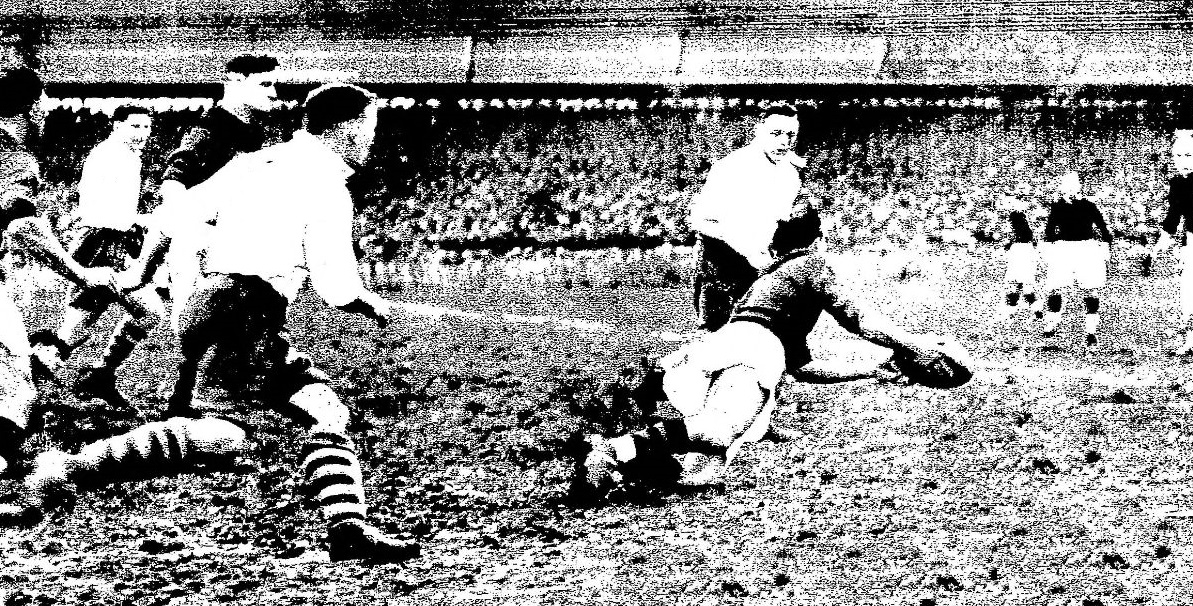
Championnat de France de rugby à XV 1936, finale Narbonne - Montferrand, le demi de mêlée narbonnais Lombard transmet à ses équipiers, Ciottes et Raynaud.

François Lombard, né le 10 février 1906 à Narbonne et mort le 15 septembre 1996 à Brive-la-Gaillarde, est un joueur français de rugby à XV évoluant initialement au poste de troisième ligne aile avant de passer demi de mêlée. Il est le capitaine du RC Narbonne lors de la première victoire du club en championnat de France en 1936.

## Biographie
- En 1926, il fait son service militaire au 80e régiment d'infanterie à Narbonne où il joue au rugby avec le RC Narbonne
- En 1928-1929, il joue à Elne aux jeunesses illibériennes, champion de France deuxième série le 22 avril 1929,
- De 1930 à 1938, il joue au Racing Club narbonnais
- Première sélection en équipe de France le 25 mars 1934 contre l'Allemagne du fait du retrait de la France du Tournoi des Cinq Nations en 1932
- Seconde sélection en équipe de France le 17 octobre 1937 contre l'Italie
- En 1938 il quitte Narbonne pour aller s'installer à Bort-les-Orgues (Corrèze) où il joue et entraîne l'AS bortoise et est à l'origine (en autres) de la venue d'Amédée Domenech à Bort
- En 1951, il part à Digoin (Saône-et-Loire) où il joue et entraîne le FC Digoin
- En 1955, il s'installe à Brive-la-Gaillarde et entraîne le CA Brive jusqu'en 1957, année de la remontée en première division
- Il joue son dernier match en première division avec le CA Brive contre La Rochelle en 1957
- D'avril 1958 à juin 1962, il s'installe à Tulle où il tient le Globe (bar), et aide de ses conseils l'équipe junior des enfants de troupes
- En août 1962 il revient à Brive pour aider Domenech au démarrage du Grand hôtel de Bordeaux
- De 1963 à 1975, il s'installe à Larche (Corrèze) où il tient un commerce et entraîne le CA larchois
- Il revient résider à Brive en 1975 où il décède le 15 septembre 1996

## Palmarès
- Vainqueur du Tournoi européen FIRA de rugby à XV 1937
- Champion de France en 1936 contre l'AS monferrandaise
- Vice-champion de France en 1932 et 1933 (aux côtés de Joseph Choy son capitaine d'alors)
- Demi-finaliste du championnat de France en 1931, 1934 et 1935

## Statistiques en équipe nationale
- 2 sélections en équipe de France A
- Sélections par année : 1 en 1934 et 1 en 1937